# Yamato Takeru
Yamato Takeru (Yamato, ... – Ise, ...; fl. IV-V secolo) è stato un principe giapponese che, con le sue eroiche gesta, soffocò diverse rivolte contro il potere centrale del paese detenuto da suo padre, il sovrano del regno di Yamato.
I frammentari riferimenti storici che lo riguardano, mettono in dubbio la sua effettiva esistenza e ne fanno un personaggio leggendario, sebbene un principe pare esser realmente esistito con tale identità, durante quello che le antiche fonti giapponesi chiamano "Il periodo degli enigmi" nel IV-V secolo.
Secondo tali fonti, fu il figlio dell'imperatore Keikō, ed il padre dell'imperatore Chūai.
I riferimenti storici che lo riguardano sono contraddittori, ma la sua epopea, ampiamente riportata negli antichi testi di corte, fornisce un quadro originale su quelli che erano i rapporti di forza e gli schieramenti della corte di Yamato e dei clan delle altre province del Giappone.

## La collocazione storica
Fondatore dello stato fu, secondo la tradizione, il leggendario imperatore Jimmu, discendente della dea del Sole, Amaterasu Omikami, che nel VII secolo a.C. condusse le sue armate alla vittoria che gli garantì il controllo della regione di Yamato.
Durante il periodo Kofun ("Degli Antichi Tumuli"), che va dal 250 al 538, si assiste al lento passaggio da una condizione di frammentazione politica, in cui regna l'anarchia e la lotta tra i vari regni tribali giapponesi, ad una progressiva unificazione politica del paese, ad opera del Regno di Yamato, sito nella parte centrale dell'isola di Honshū. L'affermazione definitiva degli Yamato avviene durante il periodo Asuka, dal 538 al 710, che segna l'uscita del paese dall'oscurità dei tempi antichi e la fioritura di una cultura moderna.

## Il personaggio
Il principe Yamato Takeru rappresenta l'equivalente nipponico del cavaliere "senza macchia e senza paura" medioevale europeo. Il suo nome, che significa "Eroe del Giappone", può essere riferito ad altre personalità del paese, dove si stava passando dalla tradizione orale a quella scritta. Gli annali cinesi riportano come le prime iscrizioni in cinese furono inviate in Giappone nel 57 d.C. Gli annali giapponesi antichi Nihongi, fanno risalire alla fine del terzo secolo l'invio dei primi studenti giapponesi in Cina per apprendere la scrittura. Ma sarà nel VI secolo che avverrà una discreta diffusione dell'uso dei caratteri cinesi.
Alla fine del VI secolo, il buddhismo divenne religione di Stato in Giappone, ed iniziò un processo di sincretismo tra la nuova dottrina e quella tradizionale del paese, lo Shintoismo. Lo "Scin - to", letteralmente "Via degli Spiriti", si basa sulla tradizione mitologica giapponese che annovera innumerevoli personaggi a cavallo tra leggenda e realtà storica, come nel caso di Yamato Takeru e dei primi imperatori del paese.

## La leggenda

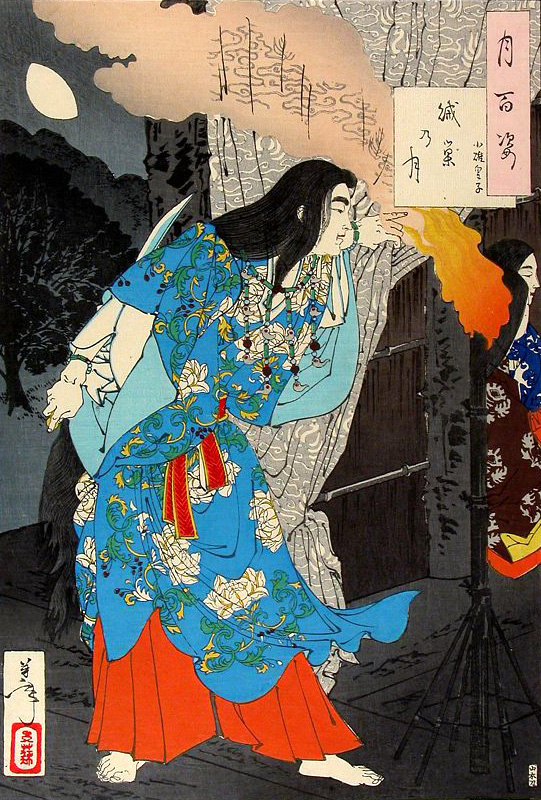
Stampa dell'Ottocento di Yoshitoshi, raffigurante Yamato Takeru travestito da cameriera, pronto ad uccidere i capi dei ribelli di Kyūshū.

Yamato (大和) era il nome dell'antica provincia i cui clan unificarono il paese. Per estensione l'intero regno assunse tale nome. Takeru (長ける) è un verbo che esprime il concetto di eccellere, essere superiore ed identifica l'eroe.
L'epopea di Yamato Takeru narra che fu un principe di nome Ousu, secondo di due gemelli figli dell'imperatore Keikō. Tale legame di parentela implica un problema di collocazione storica, essendo Keikō il semi-leggendario 12º sovrano di Yamato, che secondo i Nihongi visse tra il 71 ed il 130, tre secoli prima del periodo descritto dai Nihongi per Takeru. L'altra antica fonte giapponese, i Kojiki, sono apparentemente più fedeli nel riportare la storia di Yamato Takeru, che viene collocata in un periodo diverso.
Il violento temperamento del giovane Takeru lo portò ad uccidere il fratello per aver mancato di rispetto al padre. Il fratello disertava da tempo la cena a corte ed il padre aveva chiesto ad Ousu di rimproverare il fratello "come si meritava". Ousu riferì al padre d'aver fatto a pezzi il fratello cosicché "avrebbe d'ora in avanti avuto un motivo valido per non presenziare alle cene a palazzo". L'imperatore, spaventato, e non desideroso d'aver altri problemi a palazzo, lo allontanò dalla corte con il pretesto di una serie d'eroiche avventure, dandogli il pericoloso incarico di combattere contro un regno ribelle che si trovava nell'ovest di Honshū, ed uno che si trovava in Kyūshū. L'epopea di Takeru inizia con la dipartita dalla corte imperiale.  Lungo il tragitto incontrò la zia Yamato, sacerdotessa del tempio di Ise che, mossa a compassione, gli consegnò la leggendaria spada Kusanagi-no-tsurugi, appartenuta al Kami delle Tempeste Susanoo, fratello della grande Dea del Sole Amaterasu.. Il clan dei Kumaso, che comandava in quest'ultimo regno, venne annientato da Takeru con uno stratagemma: egli si travestì da cameriera per infiltrarsi in un banchetto di corte ed uccidere i presenti. Con il grande stupore del padre, riuscì a sconfiggere tutti i potenti nemici, uno dei quali, ammirato dalle sue doti di guerriero, gli assegnò il nome Yamato Takeru. Sulla via del ritorno incontrò un altro capo ribelle, Izumo Takeru. Con uno stratagemma divenne falsamente suo amico e sostituì la spada di questi con una spada di legno, uccidendolo nel momento del duello cerimoniale che fungeva da commiato. Fece così ritorno dal padre.
L'imperatore non lo voleva assolutamente a corte e, al ritorno dall'impresa, gli assegnò un altro duro incarico, sottomettere le popolazioni ribelli Emishi, storicamente collegate ai tuttora esistenti Ainu, che si erano sollevate nei territori ad est. Anche in questa occasione, prima di partire, si recò dalla zia sacerdotessa che gli diede due doni: una borsa da aprire solo in caso di emergenza e una spada (la mitica spada Ama-no-Murakumo-no-Tsurugi).
Dopo aver perso la moglie Ototachibanahime durante una tempesta, si scontrò a più riprese coi ribelli e riportò l'ordine nella provincia ottenendo nuovi successi.

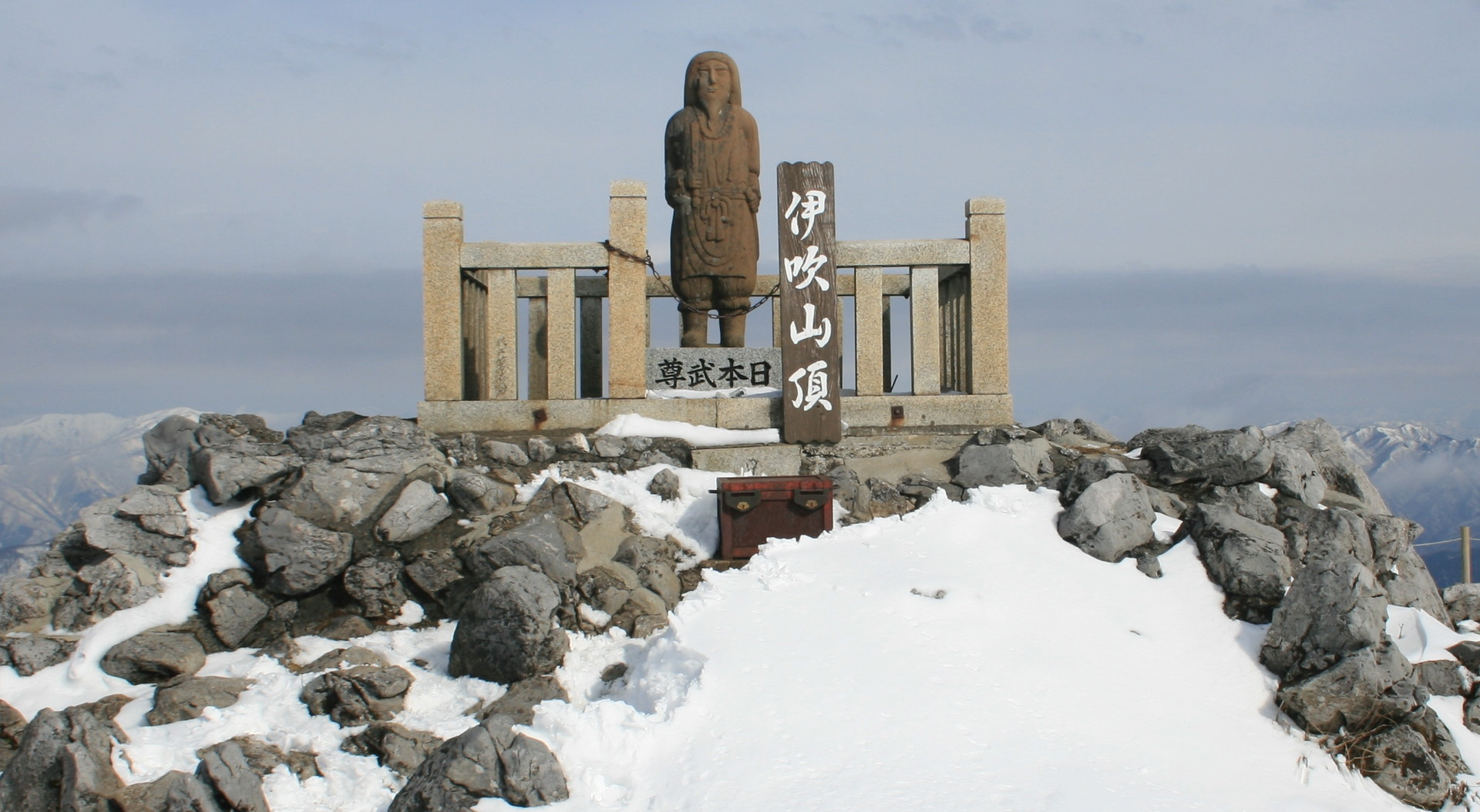
La statua sul monte Ibuki raffigurante Yamato Takeru

Sulla strada del ritorno, offese il Kami del monte Ibuki, le cui maledizioni gli procurarono una grave malattia e la morte, che avvenne nell'antica provincia di Ise, l'odierna prefettura di Mie, nel quarantatreesimo anno del regno di Keikō. Una statua che lo raffigura, a ricordo del funesto evento, è stata collocata sulla sommità del monte Ibuki.
I suoi averi e la spada vennero dapprima custoditi dalla moglie, ed in seguito vennero trasferiti nel santuario Atsuta, sito nell'odierna città di Nagoya. Tale santuario è tuttora uno dei più venerati del Giappone. Secondo la leggenda, dopo la morte Yamato Takeru si trasformò in un uccello bianco e volò via. Le sue spoglie sono custodite nel mausoleo del piviere bianco, a lui dedicato, che si trova a Ise.

## Discrepanze dei riferimenti storici
Gli eventi narrati nella leggenda di Yamato Takeru sono contenuti negli antichi testi giapponesi dell'VIII secolo d.C., noti come Kojiki e Nihonshoki. Il periodo in cui viene ambientata l'intera leggenda, dalla descrizione della casa regnante alla morte dell'eroe, è compreso in un arco di circa centotrent'anni, tra il 370 ed il 500. Sicuramente non poté un singolo uomo pacificare l'intero paese. Il processo di unità nazionale richiese alcuni secoli. Viene collocata attorno al 480 d.C. l'espansione giapponese a danno dei nativi indigeni Ainu, che vennero spinti a settentrione, proprio come narra la leggenda di Yamato Takeru.
Si può ipotizzare che possa essere stato uno degli strateghi più abili al servizio dell'imperatore Ingyō, che regnò tra il 411 ed il 453. A riprova della inaffidabile cronologia delle battaglie, l'arco temporale degli avvenimenti trasfigurati nella leggenda dell'eroe è di circa ottant'anni, compresi tra il 375 ed il 455, troppi per una persona dedita all'arte della guerra che - considerati gli elevati rischi - difficilmente raggiungeva i cinquant'anni d'età.